# Basa Péter
Basa Péter (Budapest, 1964 – 2009. december 30.) Ybl Miklós-díjas magyar építész. Legjelentősebb önálló munkái a budakeszi Határon Túli Magyarok Emléktemploma, valamint a városmajori Barabás-villa felújítása.

## Életpályája
Basa Péter 1964-ben született, és 1984–1989 között végezte el a Budapesti Műszaki Egyetem építészkarát. 1989–1990 között a Pécsiterv budapesti irodájában dolgozott Vadász György vezetésével, majd 1991–1994 között a Vadász és Társai Építőművész Kft. munkatársa volt. Munkáinak jelentős része kötődik az itteni kollégákhoz. 1993-ban a Vadász Györggyel közösen tervezett szigligeti lakóházért Az Év Háza-díjat, 1996-ban pedig a Vadásszal és Takács Tamással tervezett, a budapesti Árpád úton felépült lakótömbért a Budapesti Építészeti Nívódíjat kapták meg.
Első önálló sikerét az 1999-ben elkészült Határon Túli Magyarok Emléktemplomának budakeszi épületével aratta. A Pro Architectura-díjjal elismert épületet a református közösség kérésére alkalmazott, hagyományos erdélyi alapformák és a modern építési technológia párosítása jellemzi.
2000-ben nyílt meg a Vadász Györggyel és Fernezelyi Gergellyel tervezett magyar pavilon a hannoveri világkiállításon, amely a hazai és a nemzetközi sajtóban is komoly sikert aratott. A hajó alakú, fával burkolt építmény 2001-ben Figyelő Építészeti díjat kapott.
Basa tán legfontosabb önálló műve a budai Barabás-villa 2000–2002 között levezényelt rekonstrukciója volt. A pusztulás határán álló épületet részben a hajdani építtető, Barabás Miklós egy akvarelljére támaszkodva példás gondossággal állította helyre. Az új kiegészítő szárnyak üvegből és fából készült tömbjei nem zavarják a klasszicista remek látványát, de önmagukban is figyelemreméltó, érzékeny kortárs részletekkel bírnak. A helyreállítást 2003-ban Europa Nostra-díjjal ismerték el.
A 2001-ben létrehozott Fernezelyi Basa Iroda  alapítójaként Basa Péter részt vett a győri Rába Mozi Richter Koncertteremmé alakításában (2000-2001), a X. kerületben épült Palazzo Csajkovszkij lakópark, illetve a Nagy-Kopasz hegyen 2005-ben elkészült kilátó tervezésében. Az iroda 2008-ban második helyezést ért el a szombathelyi Weöres Sándor Színház épületére kiírt ötletpályázaton, 2009-ben pedig megosztott első helyet az új budaörsi általános iskola pályázatán. Basa legutolsó, komolyabb visszhangot kiváltó elképzelése a budapesti Királyhágó térre tervezett, zöldhomlokzatos irodaház volt.
Basa szerepet vállalt az építészeti közéletben is. 1992-94 között az ÉME Mesteriskola XII. ciklusának résztvevője volt, majd 1993–96-ban a BME Építészmérnöki Karának Középülettervezési tanszékén oktatott. 2000-ben a Nemzeti Kulturális Alapprogram Építőművészeti kollégiumának tagja, 2001-2002 között a Budapesti Építész Kamara Szakmafelügyeleti bizottságának tagja, 2002-ben a Budapesti Fővárosi Tervtanács tagja volt.
„Építészi pályafutása kezdetétől határozott, következetes egyéni kifejezésmódot alakított ki, amely minden esetben az adott feladathoz és helyszínhez illő. Az egymaga tervezte épületek ugyanúgy a kortárs magyar építészet élvonalába emelkedtek, mint amelyeket tervezőtársakkal együtt alkotott. Előbbiekre példa a »Pro Architectura« díjas budakeszi református templom, a budai Barabás-villa rekonstrukciója valamint több családi ház, utóbbiakra a hannoveri világkiállítás magyar pavilonja és a Nagy-Kopasz hegy csúcsán álló kilátó. Munkásságát az invenciók gazdagsága, egyben gondolati tisztaság jellemzi, alkotásaiban a funkció, a szerkezet és a forma példás összhangot mutat.” (A 2007-ben Basa Péternek ítélt Ybl-díj indoklása.)
45 évesen, daganatos betegségben hunyt el; a budakeszi temetőben nyugszik.

## Díjai, elismerései
- 1989. Diplomadíj
- 1993. Az Év Háza díj (a szigligeti nyaralóért)
- 1996. Budapest Építészeti Nívódíja (az Árpád úti épületért)
- 2000. Pest Megye Építészeti Nívódíja (a budakeszi ref. templomért)
- 2001. Figyelő Építészeti Díj (a hannoveri pavilonért)
- 2002. Pro Architectura díj (a budakeszi ref. templomért)
- 2002. Figyelő Építészeti Díj (a budakeszi ref. templomért)
- 2003. Europa Nostra-díj (a Barabás-villa felújításáért)
- 2004. Figyelő Építészeti Díj (a Richter Teremért)
- 2007. Ybl Miklós-díj

## Fontosabb építészeti művei
- 1993. Borospince és lakóház, Szigliget (Vadász Györggyel)
- 1993-1995. A II. Rákóczi Ferenc Általános Iskola bővítése, Nagykőrös (Kaszás Károllyal)
- 1994. A Vadász és Társai műterme, Budapest
- 1994-1995. Kereskedelmi épület, Budapest
- 1995-1999. Határon Túli Magyarok Emléktemploma (református templom), Budakeszi  Archiválva 2012. május 20-i dátummal a Wayback Machine-ben
- 1995-1998. Családi ház, Budakeszi, Gerinc utca
- 1996. Üzlet- és lakóház, Budapest, Árpád út 56. (Takács Tamással, Vadász Györggyel)
- 1998-2003. Családi ház, Budakeszi, Székely utca
- 1999-2000. A Hannoveri Világkiállítás Magyar Pavilonja (Vadász Györggyel és Fernezelyi Gergellyel)
- 2000-2001. Richter Terem (a volt Rába Mozi koncertteremmé alakítása), Győr (Fernezelyi Gergellyel)
- 2000-2002. Barabás-villa, Budapest [halott link]
- 2001-2003. Családi ház, Budakeszi, Kelta köz (Reisz Ádámmal)
- 2002-2004. Családi ház, Budakeszi
- 2003-2004. La Siesta II. lakópark, Budapest (Fernezelyi Gergellyel)
- 2003-2004. Palazzo Csajkovszkij, Budapest X. Kápolna tér 5. (Gyarmati Tamással és Takács Tamással)
- 2004-2005. Nagy-Kopasz hegyi kilátó (Czér Péterrel)
- 2005. Családi ház, Leányfalu
- 2004-2006. Családi ház, Üröm (Reisz Ádámmal)
- 2006. Könyvtár, Leányfalu (Fernezelyi Gergellyel, Kukucska Gergellyel, Reisz Ádámmal)

## Képgaléria

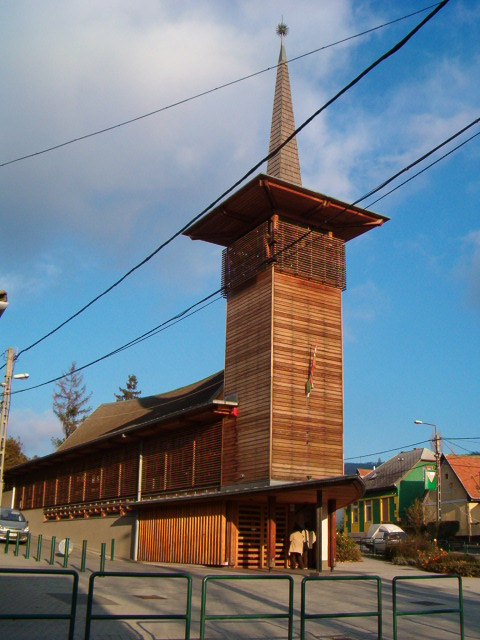
Református templom, Budakeszi
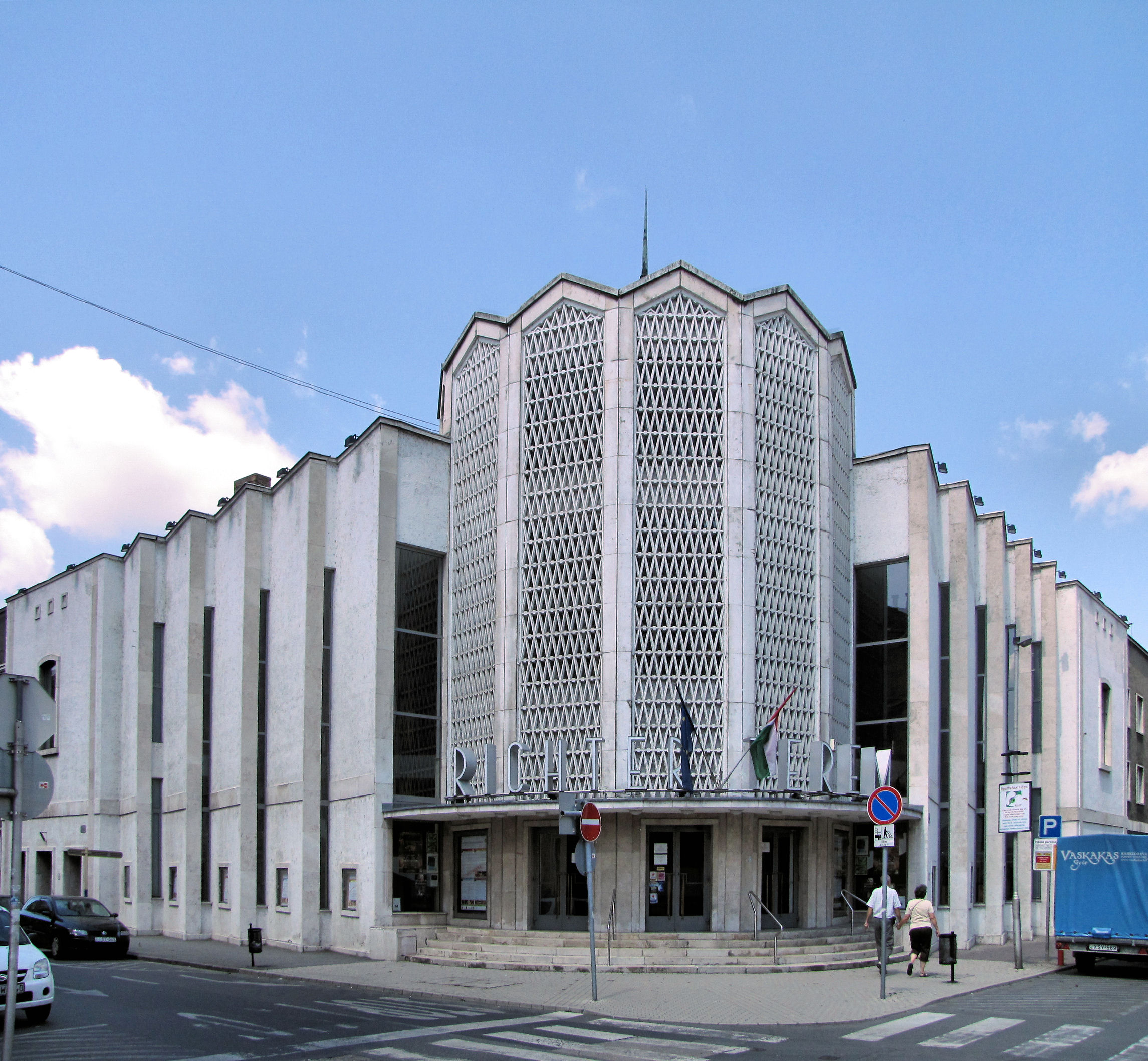
Richter Terem, Győr
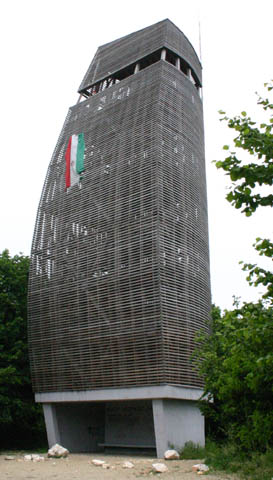
Csergezán Pál-kilátó, Nagy-Kopasz